# Ricky Enø Jørgensen
Ricky Enø Jørgensen (Ilulissat, Groenlàndia, 5 de juny de 1989) és un ciclista danès professional des del 2008 fins al 2012. Un cop retirat, s'ha dedicat a la direcció esportiva.

## Palmarès
- 2006
  -  Campió de Dinamarca júnior en contrarellotge per equips
- 2007
  -  Campió de Dinamarca júnior en contrarellotge per equips
  - Vencedor d'una etapa del Trofeu Karlsberg
- 2010
  -  Campió de Dinamarca sub-23 en ruta